# Nocturnal Symphony
Nocturnal Symphony è il primo demo della band greca Firewind. Il disco è stato pubblicato nel 1998.

## Tracce
1. Intro – 0:37
2. Down – 4:22
3. I'm Not Kind – 4:44
4. Promised Land – 5:31
5. Inside – 6:09
6. Beneath the Eclipsed Moon (instrumental) – 3:17
7. Lost Dream – 6:30
8. Distant Thoughts – 5:15
9. Speed of Terror – 4:31
10. Nocturnal Symphony (instrumental) – 4:30

## Formazione
- Brandon Pender – voce
- Gus G. – chitarra, tastiere
- Matt Scurfield – batteria